# Storia degli ebrei in Sardegna

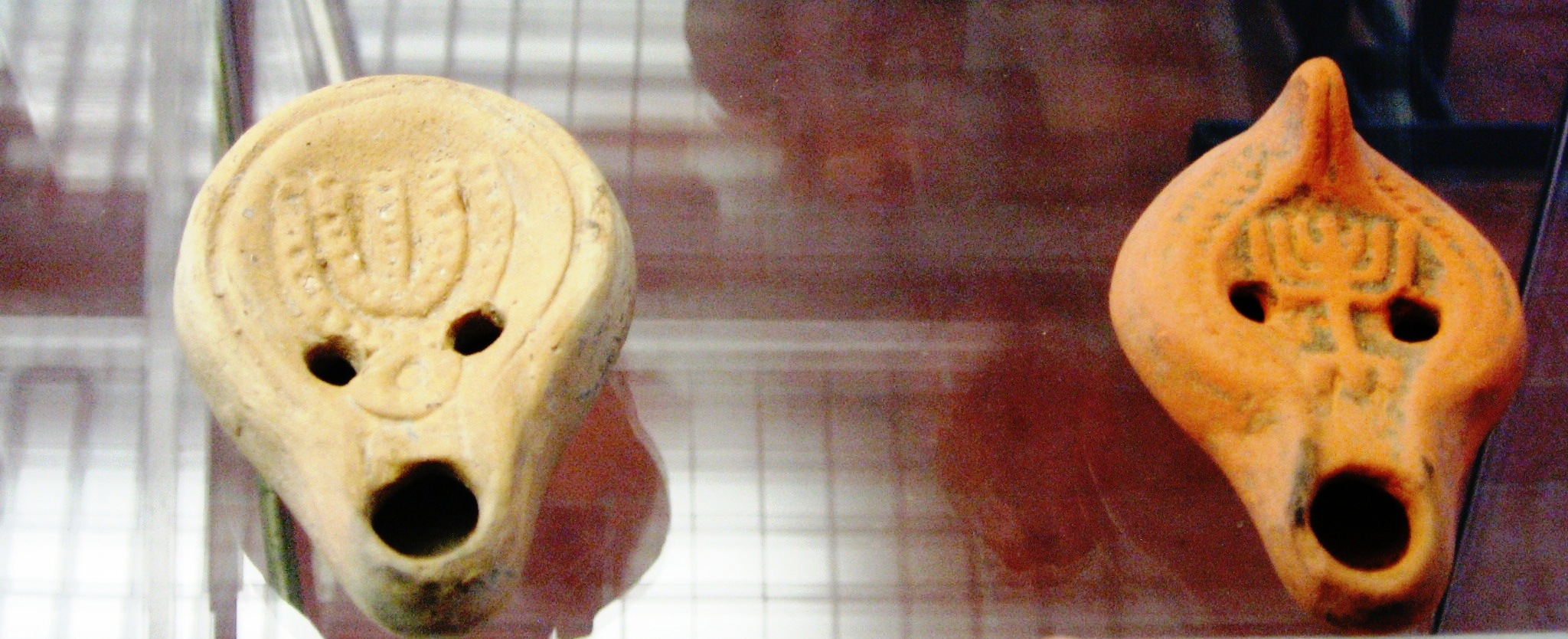
Lucerne di epoca romana con incisa la menorah ebraica, conservate presso il Museo nazionale archeologico ed etnografico G. A. Sanna di Sassari

La storia degli ebrei in Sardegna può essere tracciata nell'arco di due millenni. La comunità ebraica in Sardegna era composta da ebrei sefarditi di origine spagnola e italiana.

## Storia antica
La prima menzione documentata della presenza degli ebrei in Sardegna risale all'anno 19, durante il regno dell'imperatore romano Tiberio: 4000 ebrei furono esiliati da Roma in Sardegna. Rimane poca storia ebraica documentata ma si presume che condussero una vita tranquilla e provinciale a pieni diritti insieme ai nativi. Quando il cristianesimo divenne la religione di stato dell'Impero romano, i diritti degli ebrei furono ridotti. Dopo la caduta di Roma, un susseguirsi di sovrani stranieri divennero i governatori dell'isola e la vita degli ebrei divenne sempre più dura. 
La Sardegna è uno dei pochi luoghi in Italia dove sono presenti alcune catacombe contenenti delle iscrizioni ebraiche. Le catacombe di Sant'Antioco risalgono al IV e V secolo e le iscrizioni ivi contenute sono scritte in ebraico-latino.

## Storia medievale
A partire dal 1325 iniziò la conquista della Sardegna da parte della Corona d'Aragona. Per il primo secolo, durante la dominazione iberica, la vita fu più o meno piacevole per gli ebrei sardi. Durante questo periodo gli ebrei spagnoli iniziarono ad arrivare e a stabilirsi sull'isola. Gli ebrei marsigliesi, in fuga dalle violenze del 1484 e poi ancora del 1485 che portarono all'esodo degli ebrei dalla città, si stabilirono in Sardegna: l'isola ospitò circa 200 famiglie ebree marsigliesi. Inoltre, nel 1485, gli ebrei in Sardegna furono dichiarati proprietà del Re d'Aragona e furono governati dalla sua sola autorità.
Molte famiglie ebree vissero a Cagliari, capitale del Regno di Sardegna, dove fu costruita una grande sinagoga: questa sinagoga fu poi convertita in una Chiesa Cattolica Romana, che oggi porta il nome di Santa Croce. La più grande comunità ebraica della Sardegna si raccolse nella città di Alghero. Molte famiglie ebree furono impegnate nel commercio e in altre professioni legate alle banche e alla medicina.
Mentre la vita degli ebrei ad Alghero fu buona, gli ebrei che vissero in altre città sarde subirono una crescente intolleranza. Ciò incluse la creazione dei ghetti ebraici e l'abbigliamento con indumenti identificativi speciali, nonché il battesimo forzato. Qualsiasi ulteriore immigrazione ebraica in Sardegna fu interrotta, pena la morte. Il decreto emesso nel 1481 fissò le pene per il reato contro il cristianesimo e per l'impiego di servi cristiani. 
Nel 1492, la corona spagnola, con il decreto dell'Alhambra, ordinò l'espulsione degli ebrei dai territori della corona iberica, in questo modo fu ordinato di partire anche agli ebrei in Sardegna ed in Corsica. Così, molti ebrei sardi arrivarono a Malta, in Grecia, e in Calabria, che divenne una casa temporanea anche per altri profughi sefarditi.
La Sardegna è citata anche nei documenti dell'Inquisizione spagnola relativi a una popolazione di Marranos.

## Storia moderna
Nel corso dell'Ottocento un modesto numero di famiglie ebree provenienti dall'Italia si insediarono nell'isola, che fu precedentemente ceduta e resa possedimento di Casa Savoia. Gli ebrei sardi furono emancipati il 29 marzo 1848. Negli anni seguenti, 180 ebrei si unirono all'esercito del Regno di Sardegna.
Il Presidente del Consiglio del Regno di Sardegna fu coinvolto nell'affare Edgardo Mortara: fu ordito un complotto segreto per rapire il ragazzo e portarlo di nascosto in Sardegna.
Con la legge italiana del 1931 che regolò l'organizzazione comunale ebraica, gli ebrei sardi furono sotto la giurisdizione della comunità ebraica di Roma. La maggior parte degli ebrei sardi furono assassinati durante l'Olocausto. Non c'è più traccia nemmeno dell'ex popolazione di Marrano.